# Attrup (Hammer Sogn)
 For alternative betydninger, se Attrup. (Se også artikler, som begynder med Attrup)
Attrup er et tidligere gods i Hammer Sogn i det tidligere Kær Herred, Ålborg Amt, nu Aalborg Kommune.
Gården er kendt tilbage til 1532.

## Ejere
- 1552 Eline Gøye
- 1610 Oluf Munk
- 1624 Bendit Porsdatter
- 1639 Hans Pedersen
- 1657 Jørgen Høg (Banner)
- 1663 Gregers Ulfstand Høg (Banner)
- 1663 Chr. Rasmussen Mule
- 1667 Margrethe Jonasdatter
- 1682 forskellige ejere
- 1706 Rasmus Christensen Mule
- 1713 Peder Holst
- 1714 Maren Pedersdatter Holst
- 1715 Engelbrecht Jensen
- 1727 Peder hauch
- 1742 Anna Cathrine Trap
- 1765 Jakob Bertelsen
- 1785 Marie Hauch
- 1802 Peder marqvor Ilum
- 1863 H. Jacobsen
- 1873 P. Chr. Mollerup
- ca. 1900 Lars Jensen
- Maren Jensen
- 1942 Strandberg
- 1945 A. E. Hyttel Sørensen
- 1960 K. Hyttel Sørensen